# Kenneth Darby
(en) Statistiques sur pro-football-reference

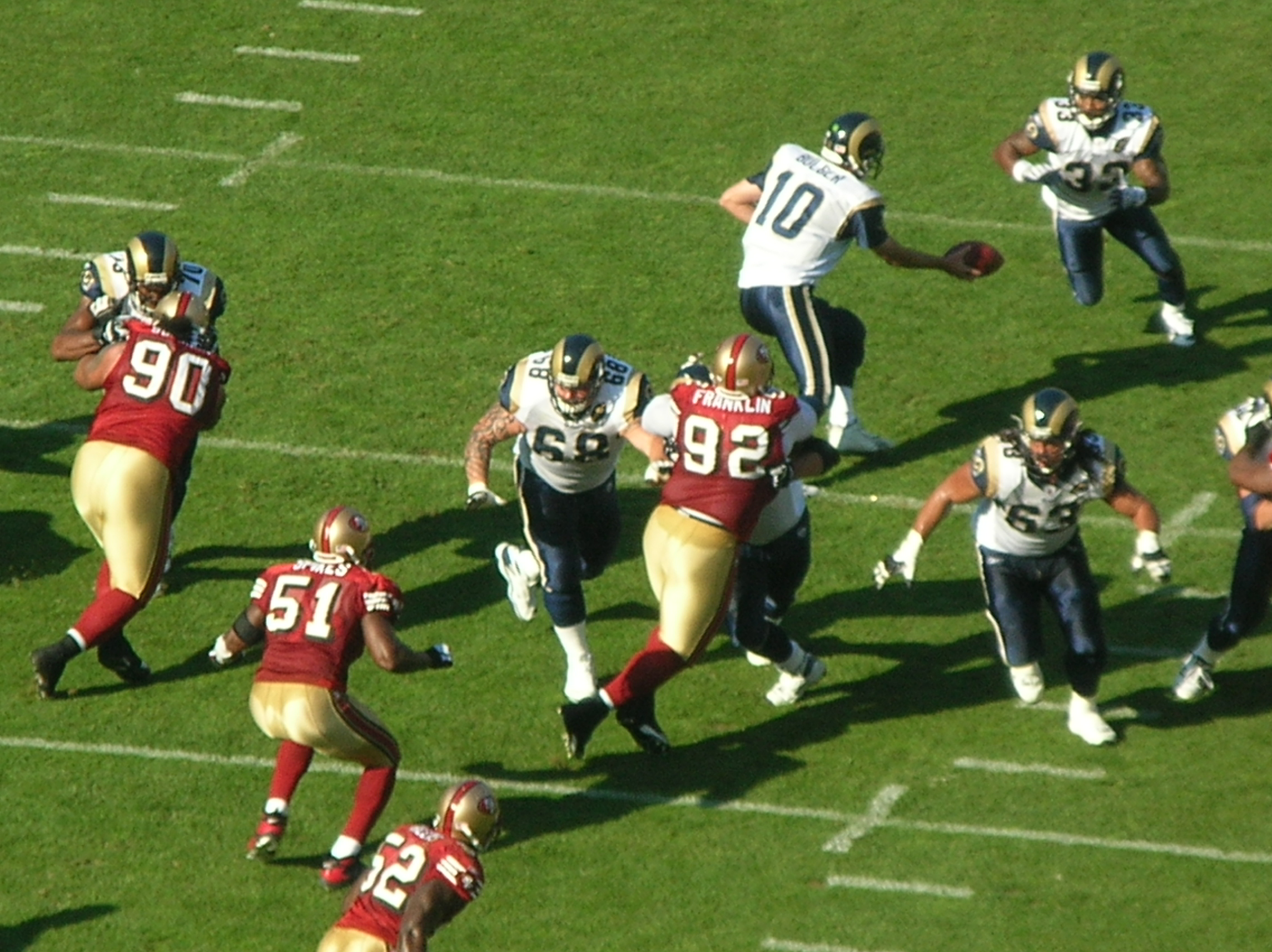
Kenneth Darby (en haut à droite, no 33, en novembre 2008.

Kenneth Darby (né le  26 décembre 1982 à Huntsville en Alabama) est un joueur américain de football américain qui joue au poste de running back de l'équipe de football américain de la NFL des Buccaneers de Tampa Bay. Il a été drafté au 7e tour de la Draft NFL de 2007.